# Đội tuyển Fed Cup Uruguay
Đội tuyển Fed Cup Uruguay đại diện Uruguay ở giải đấu quần vợt Fed Cup và được quản lý bởi Hiệp hội Quần vợt Uruguay.  Đội hiện tại thi đấu ở Nhóm II khu vực châu Mỹ.

## Lịch sử
Uruguay tham dự kì Fed Cup đầu tiên vào năm 1972.  Thành tích tốt nhất của đội là vào vòng 16 đội năm 1972 và 1976.